# Wiśniewo (gmina)

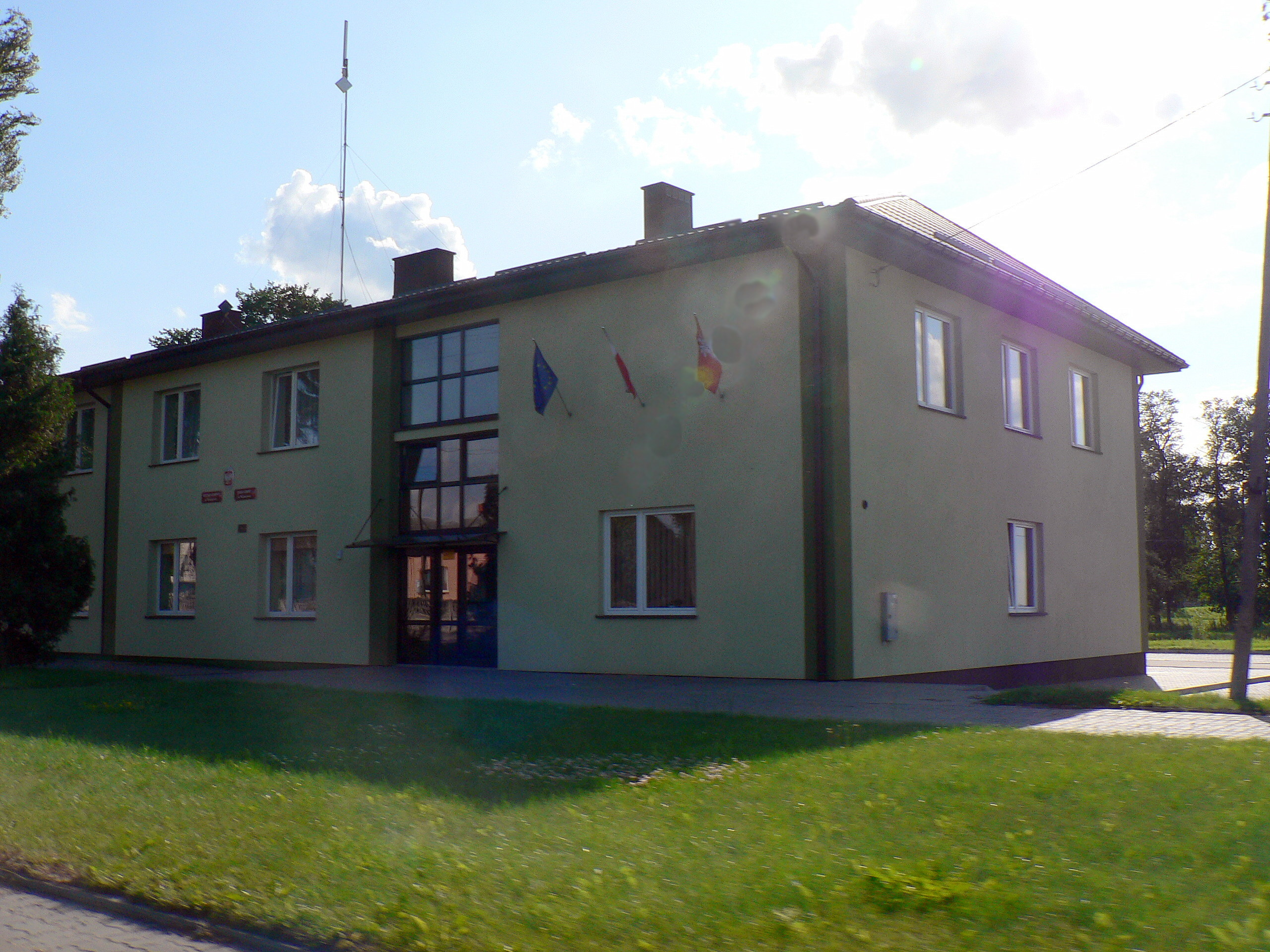
Urząd Gminy w Wiśniewie

Wiśniewo (daw. gmina Kosiny) – gmina wiejska w województwie mazowieckim, w powiecie mławskim. W latach 1975–1998 gmina położona była w województwie ciechanowskim.
Siedziba gminy to Wiśniewo.
Według danych z 30 czerwca 2004 gminę zamieszkiwało 5281 osób.

## Struktura powierzchni
Według danych z roku 2002 gmina Wiśniewo ma obszar 99,31 km², w tym:
- użytki rolne: 88%
- użytki leśne: 4%.

Gmina stanowi 8,48% powierzchni powiatu.

## Demografia

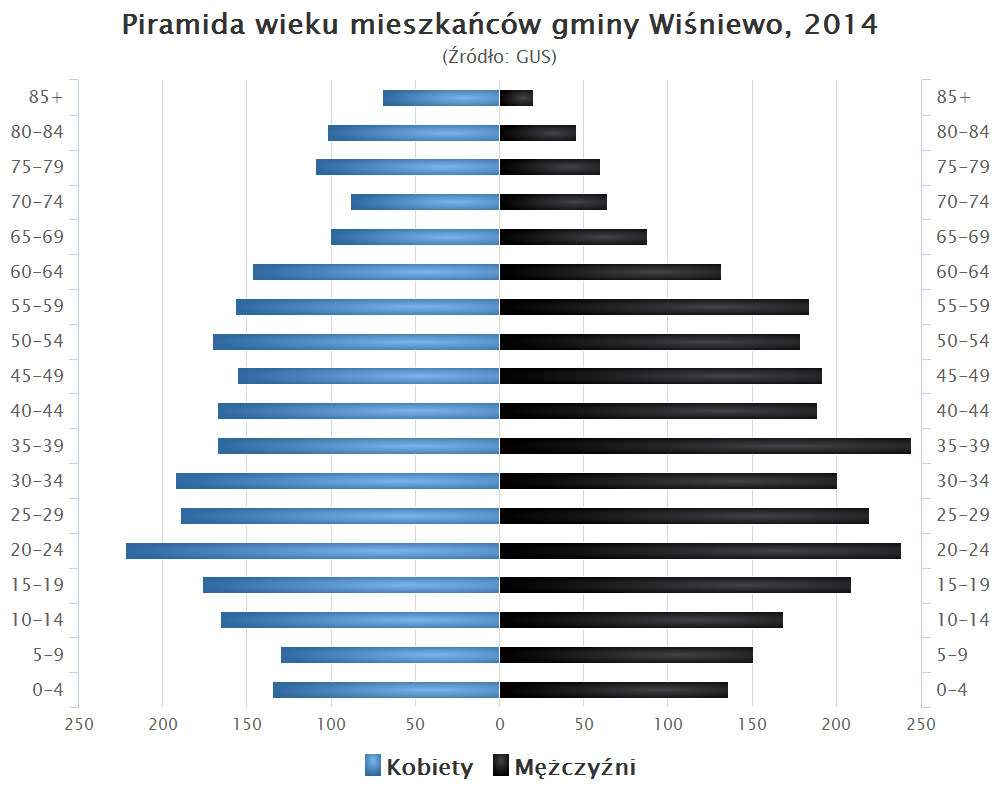
Piramida wieku mieszkańców gminy Wiśniewo w 2014 roku

Dane z 30 czerwca 2004:
| Opis                              | Ogółem | Ogółem | Kobiety | Kobiety | Mężczyźni | Mężczyźni |
| --------------------------------- | ------ | ------ | ------- | ------- | --------- | --------- |
| jednostka                         | osób   | %      | osób    | %       | osób      | %         |
| populacja                         | 5281   | 100    | 2626    | 49,7    | 2655      | 50,3      |
| gęstość zaludnienia (mieszk./km²) | 53,2   | 53,2   | 26,4    | 26,4    | 26,7      | 26,7      |

## Sołectwa
Bogurzyn, Bogurzynek, Głużek, Korboniec, Kosiny Bartosowe, Kosiny Kapiczne, Kowalewo, Modła, Nowa Otocznia, Podkrajewo, Stara Otocznia, Stare Kosiny, Wiśniewko, Wiśniewo, Wojnówka, Żurominek.

## Pozostałe miejscowości
Halinowo

## Sąsiednie gminy
Lipowiec Kościelny, Mława, Strzegowo, Stupsk, Szreńsk, Szydłowo